# 카를로스 디사를리

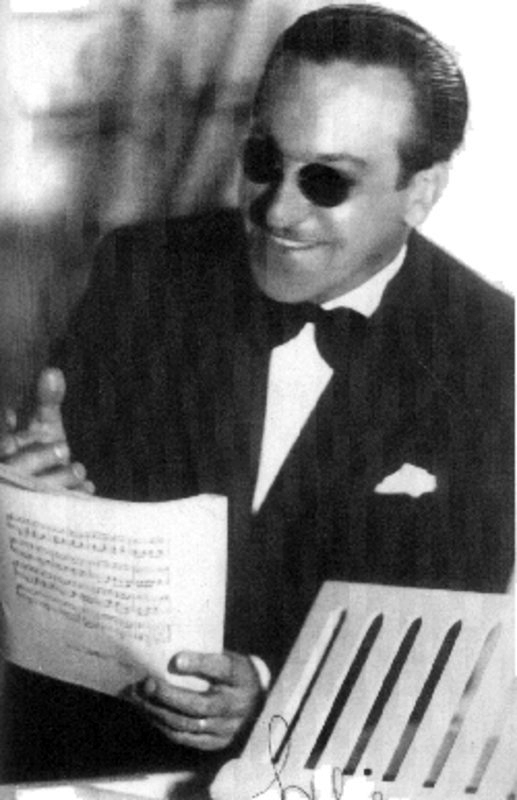

카를로스 디사를리(Carlos di Sarli, 1903년 1월 7일 ~ 1960년 1월 12일)는 지휘자·작곡가·피아노 주자이다. 디 사를리는 1903년에 부에노스아이레스주(州)의 피서지 바이아블랑카시(市)에서 태어나 '탱고의 신사'라는 애칭을 들었다. 어릴 때부터 피아노를 습득하였으며, 1923년에는 부에노스아이레스로 이주하였다. 그 후 1925년에 자기의 6중주단을 조직하여 활약하였으며, 1936년에는 악단을 재편성하여 가수에 로베르토 르피노를 맞아 인기를 높였다. 그 자신의 호쾌하면서도 센티멘털한 피아노를 중심으로 날카로운 스타카토를 아름다운 레가토의 대비로 연주하는 고전곡은 이루 말할 수 없이 훌륭하며, 1950년대에는 명실공히 제1급의 악단이 되었다. 작품으로는 <미론게로 비에호>, <바이아 블랑카> 등이 있으며, 특히 죽기 직전에 작곡한 <바이아 블랑카>가 유명하다.